# Mikail
Mikail (arabisch ميكائيل) ist ein männlicher Vorname hebräischen Ursprungs. Die deutschsprachige Form des Namens ist Michael. Der Name ist im muslimischen Kulturkreis, insbesondere in Aserbaidschan und in der Türkei gebräuchlich.
Mikail ist im Islam sowie im Christentum einer der Erzengel.
Seine Aufgabe besteht darin, den Lauf der Natur (Wetter, Ernte, Gezeiten und des Weiteren) beizubehalten.

## Namensträger
- Mikail Albayrak (* 1992), türkischer Fußballspieler
- Mikail Aslan (* 1972), kurdisch-zazaischer Sänger und Musiker aus der Türkei
- Mikail Tufan (* 1974), deutsch-türkischer Schauspieler